# Solar da Madre de Deus

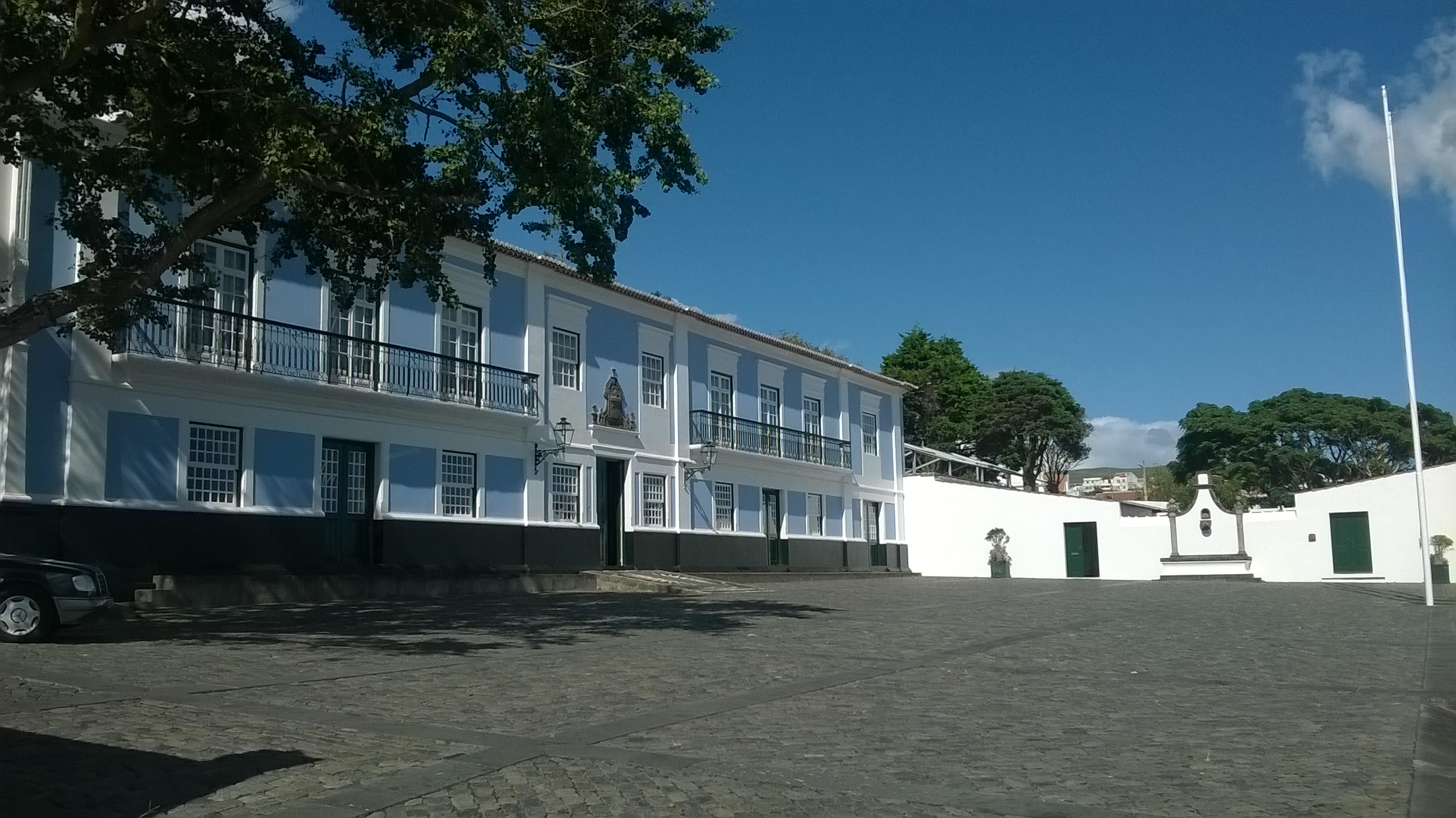
Solar da Madre de Deus, Angra do Heroísmo.

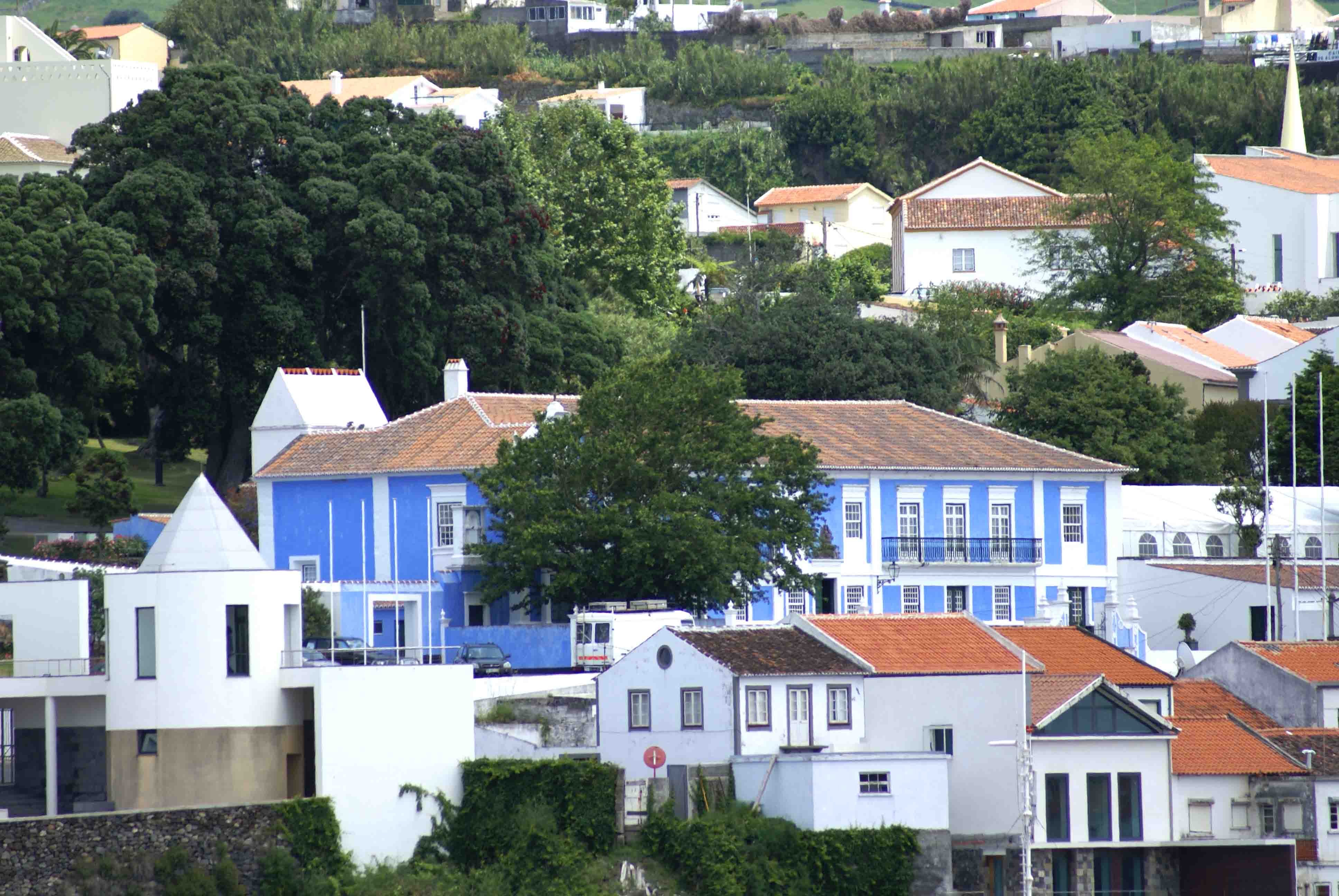
Solar da Madre de Deus: enquadramento paisagístico.

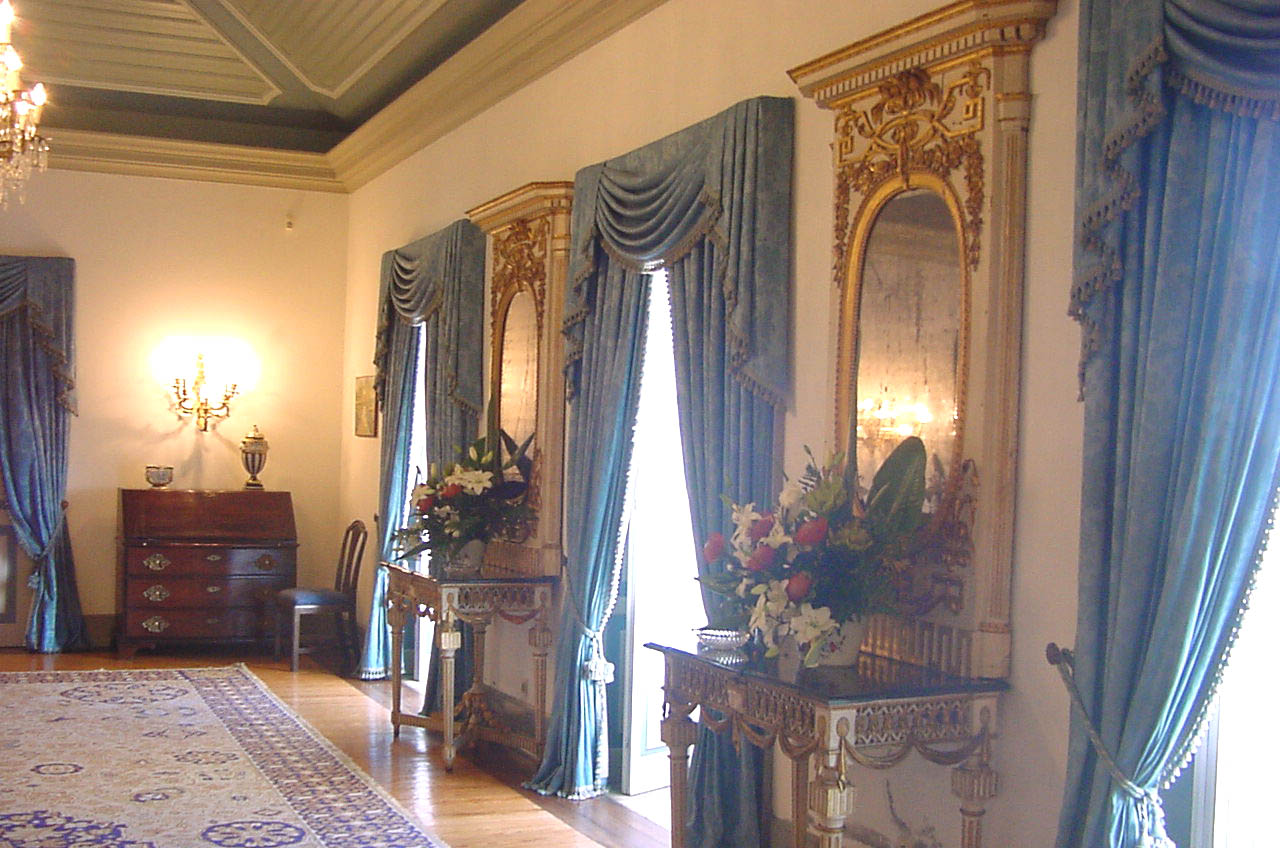
Solar da Madre de Deus, Angra do Heroísmo: Salão Nobre.

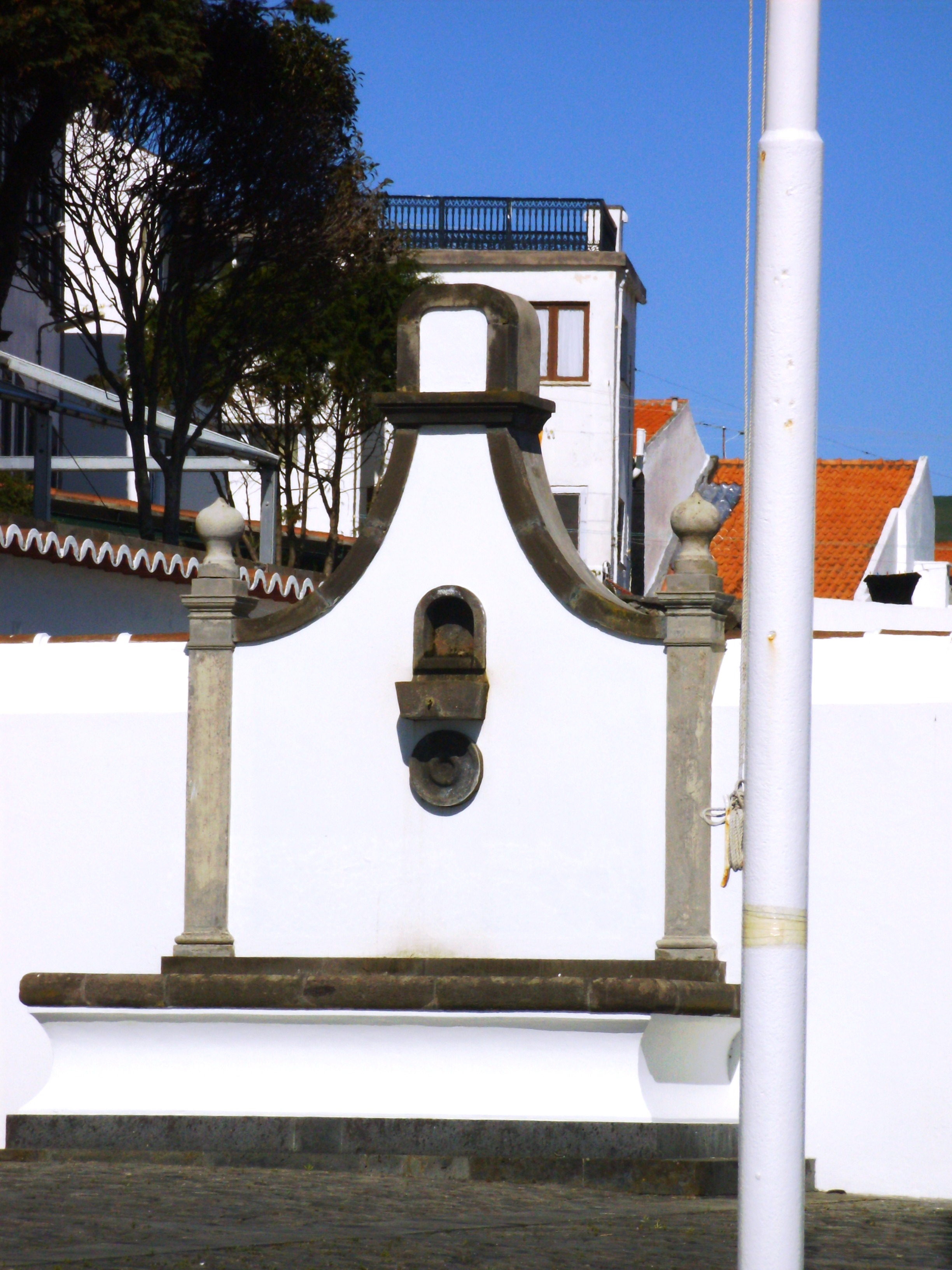
Solar da Madre de Deus: chafariz.

O Solar da Madre de Deus localiza-se em MadreDeus, no Alto das Covas, freguesia da Sé, município de Angra do Heroísmo, ilha Terceira, Região Autónoma dos Açores, em Portugal.
Constitui-se num exemplo de uma casa solarenga do século XVII, típica das zonas altas das cidades portuguesas ultramarinas. Compõe-se de um misto de residência urbana e cabeça de uma grande propriedade rural que se estendia ao norte do solar. Atualmente é utilizado como residência oficial do Representante da República no arquipélago.
O Solar da Madre de Deus está classificado como Imóvel de Interesse Público desde 1980.

## História
Foi erguido por determinação do então Morgado e Capitão-mor de Angra, João de Bettencourt de Vasconcelos, acredita-se que no segundo quartel do século XVII, aproveitando uma pequena casa cuja fachada ficava virada a leste, da qual subsiste a parede que separa a atual sala de jantar do corpo principal do edifício.
João de Bettencourt de Vasconcelos, juntamente com o seu cunhado, o Capitão-mor Francisco de Ornelas da Câmara, presidiu ao Conselho de Guerra que se constituiu em Angra para coordenar o assédio à Fortaleza de São João Baptista (1641-1642), sendo lícito presumir que o comando das operações se fizesse a partir desta casa, vizinha à qual se abriu uma das diversas trincheiras para defesa dos sitiantes.
A ermida do solar é da invocação de Nossa Senhora da Madre de Deus (ver Ermida de Nossa Senhora da Madre de Deus), tendo sido erguida em 1727 por iniciativa de Vital de Bettencourt de Vasconcelos, bisneto do capitão–mor João de Bettencourt. No ano seguinte, a 15 de junho, o então Bispo da Diocese de Angra, D. Manuel Alvares da Costa, passou o alvará para se iniciar o culto, visto ter "os paramentos necessários, campanário e porta para a rua". Este último pormenor significa que a ermida tinha o estatuto de pública, ou seja, a sua porta deveria estar sempre aberta a quem quisesse assistir aos ofícios.
O antigo portão de acesso ao pátio, o chafariz e o belo empedrado na rampa à entrada da casa ostentam datas relativas a obras ou alterações que os antigos senhores da casa promoveram. Sobre o portão destaca-se a pedra de armas dos Bettencourt.
O terramoto de 1980 causou sérios danos à estrutura do edifício, o que demandava extensas obras de consolidação e restauro. Desse modo, o imóvel foi adquirido à família pelo Estado, visando a sua restauração e requalificação como Gabinete do Ministro da República para a Região Autónoma dos Açores, função que atualmente exerce.
O solar encontra-se classificado como Imóvel de Interesse Público pela Resolução n.º 41/80, de 11 de junho, classificação consumida por inclusão no conjunto classificado da Zona Central da Cidade de Angra do Heroísmo.
A arte equestre terceirense teve neste solar um dos seus últimos redutos, saindo cavalhadas de São João de seu pátio e formando-se no seu picadeiro alguns dos afamados amadores do toureio a cavalo terceirense

## Galeria

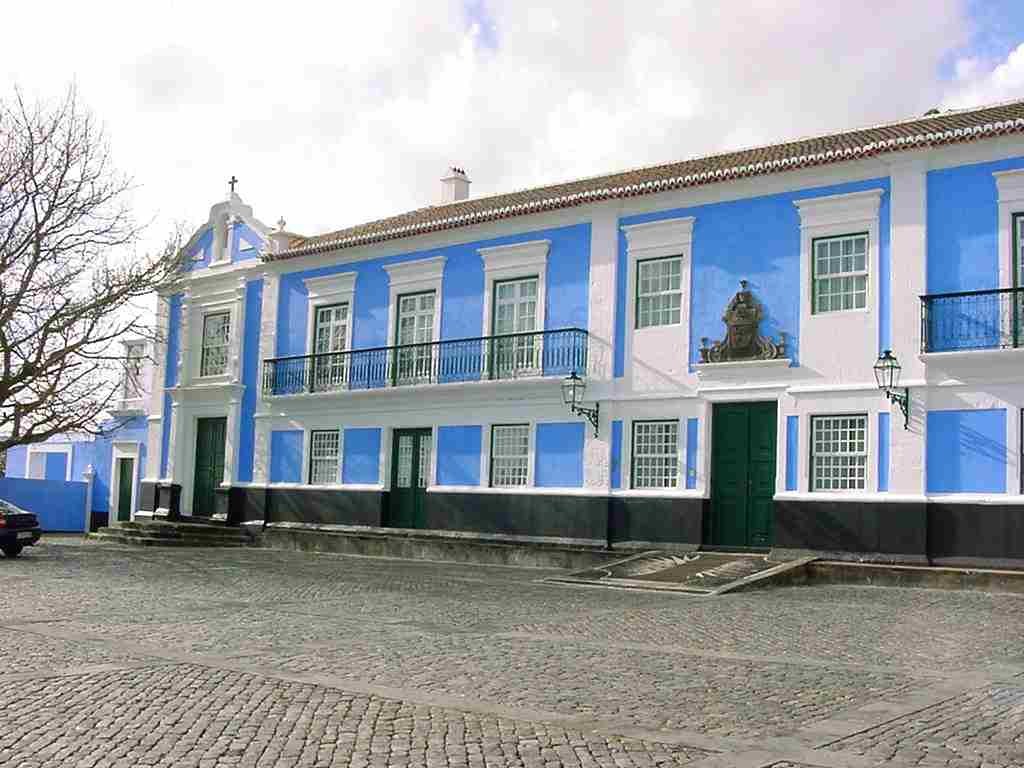
Solar da Madre de Deus, exterior.
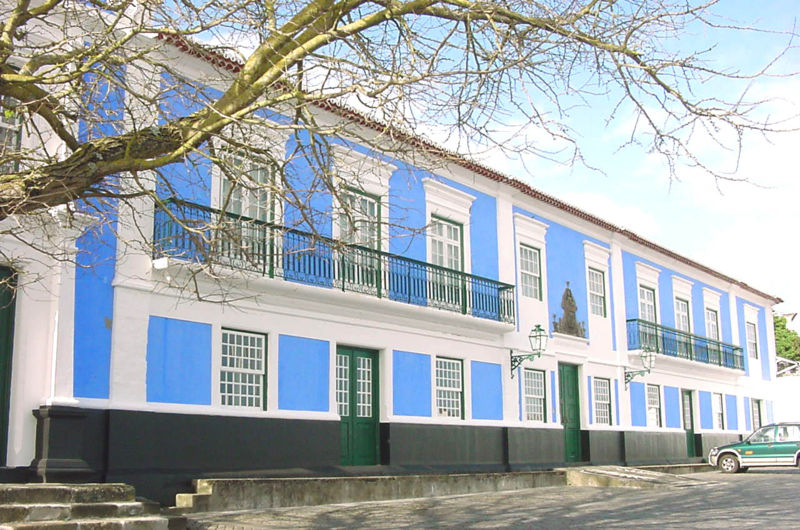
Solar da Madre de Deus, exterior.
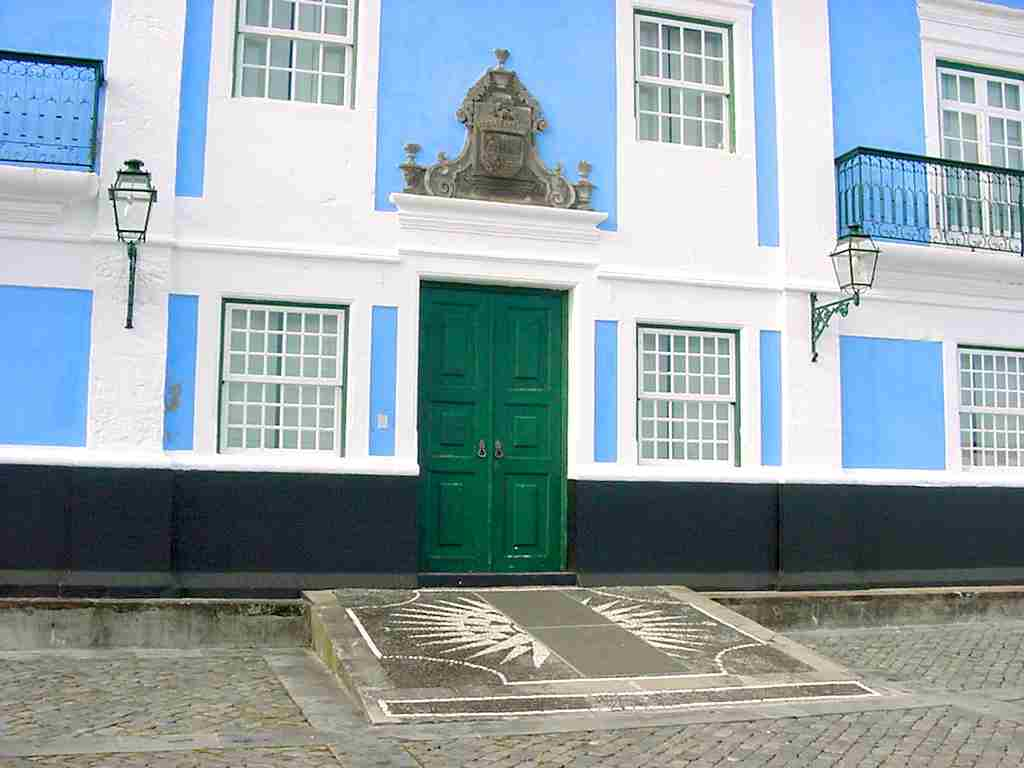
Pedra de Armas, enquadramento.
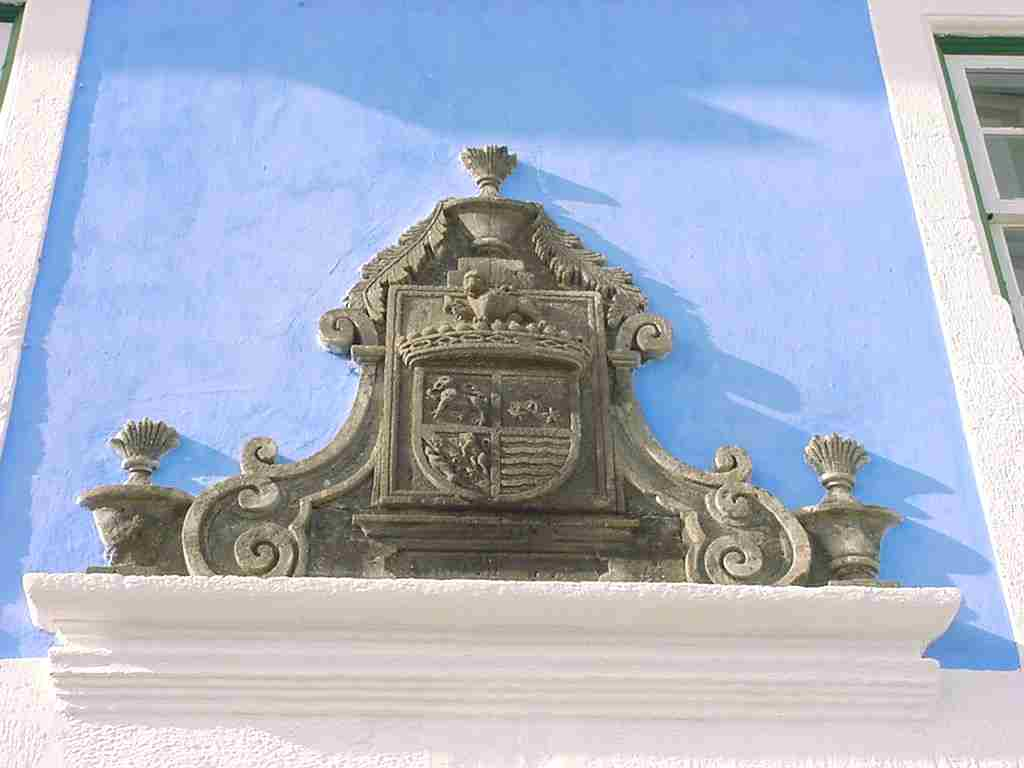
Pedra de Armas.
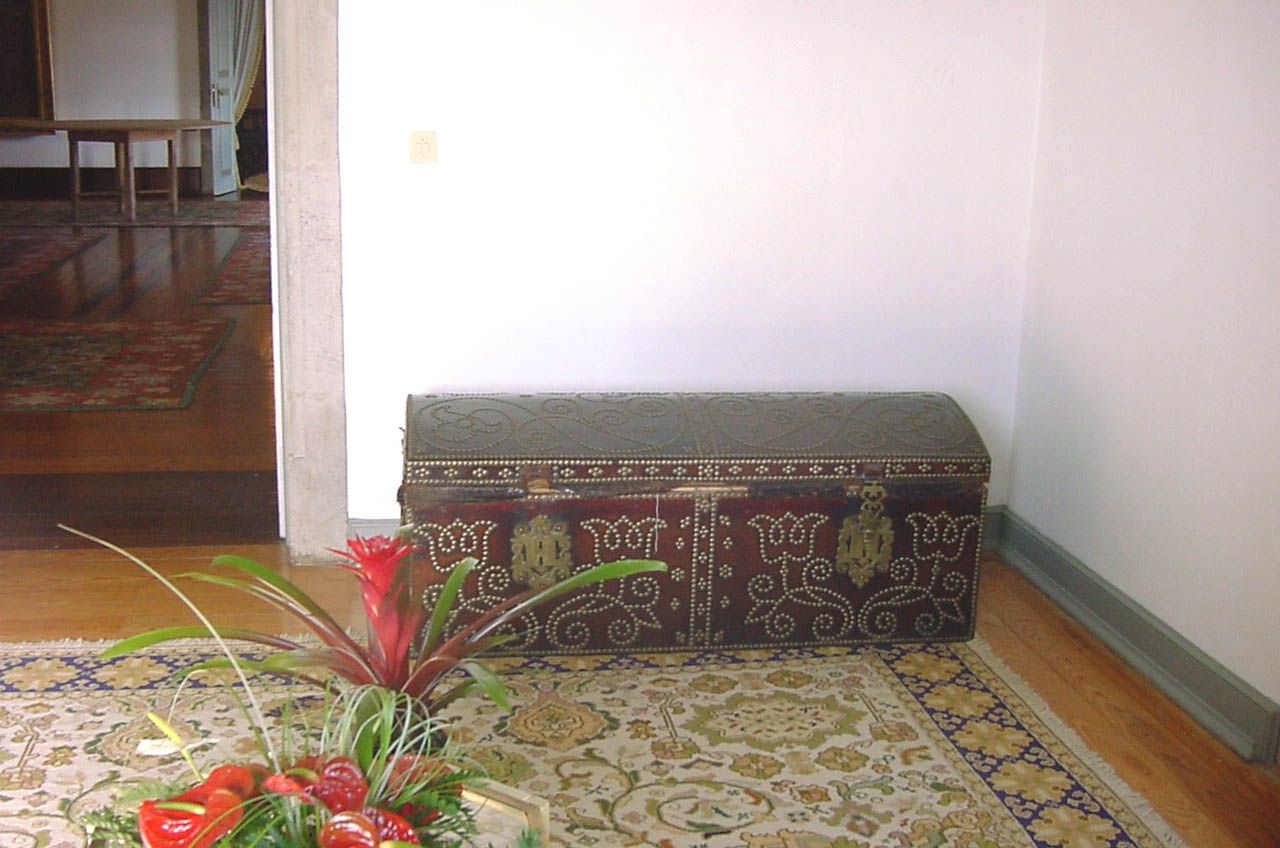
Solar da Madre de Deus, interior.
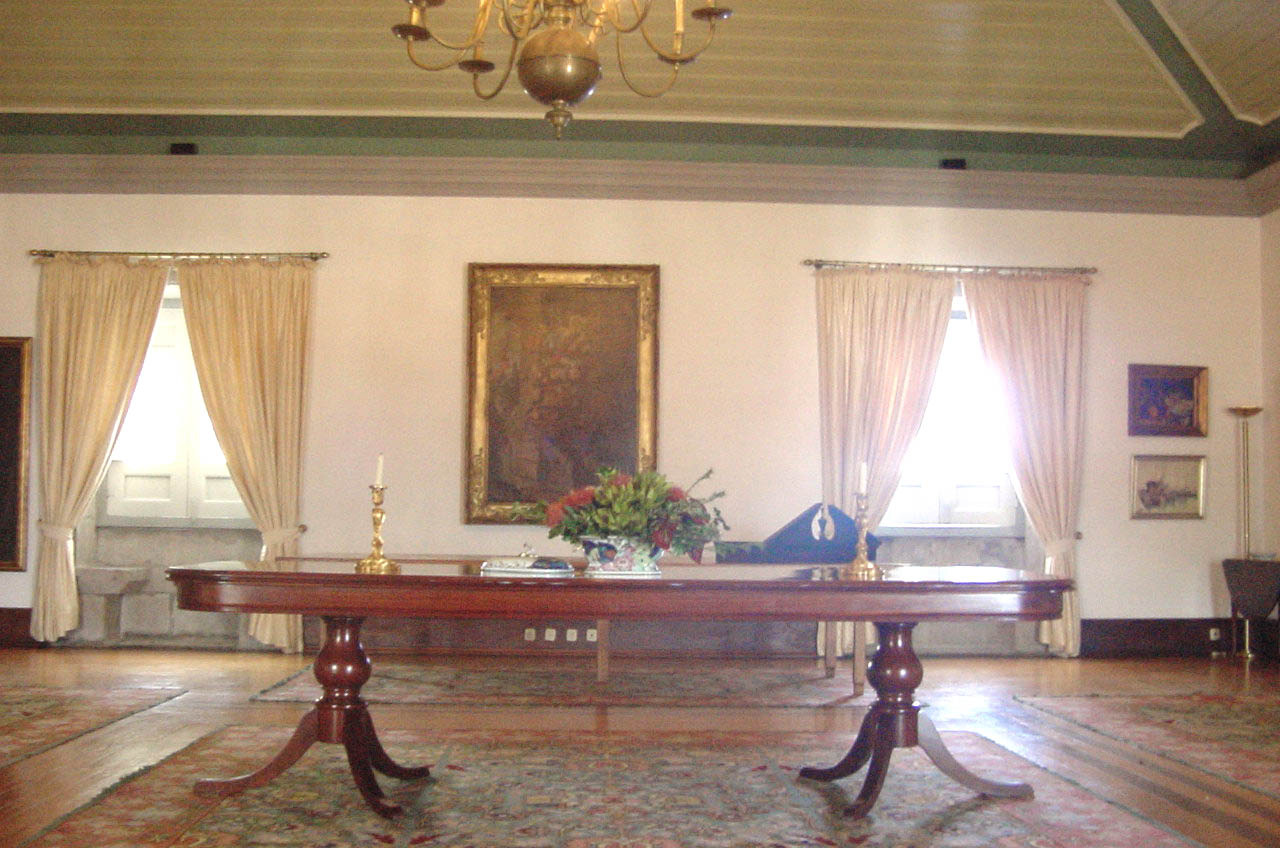
Solar da Madre de Deus, interior.
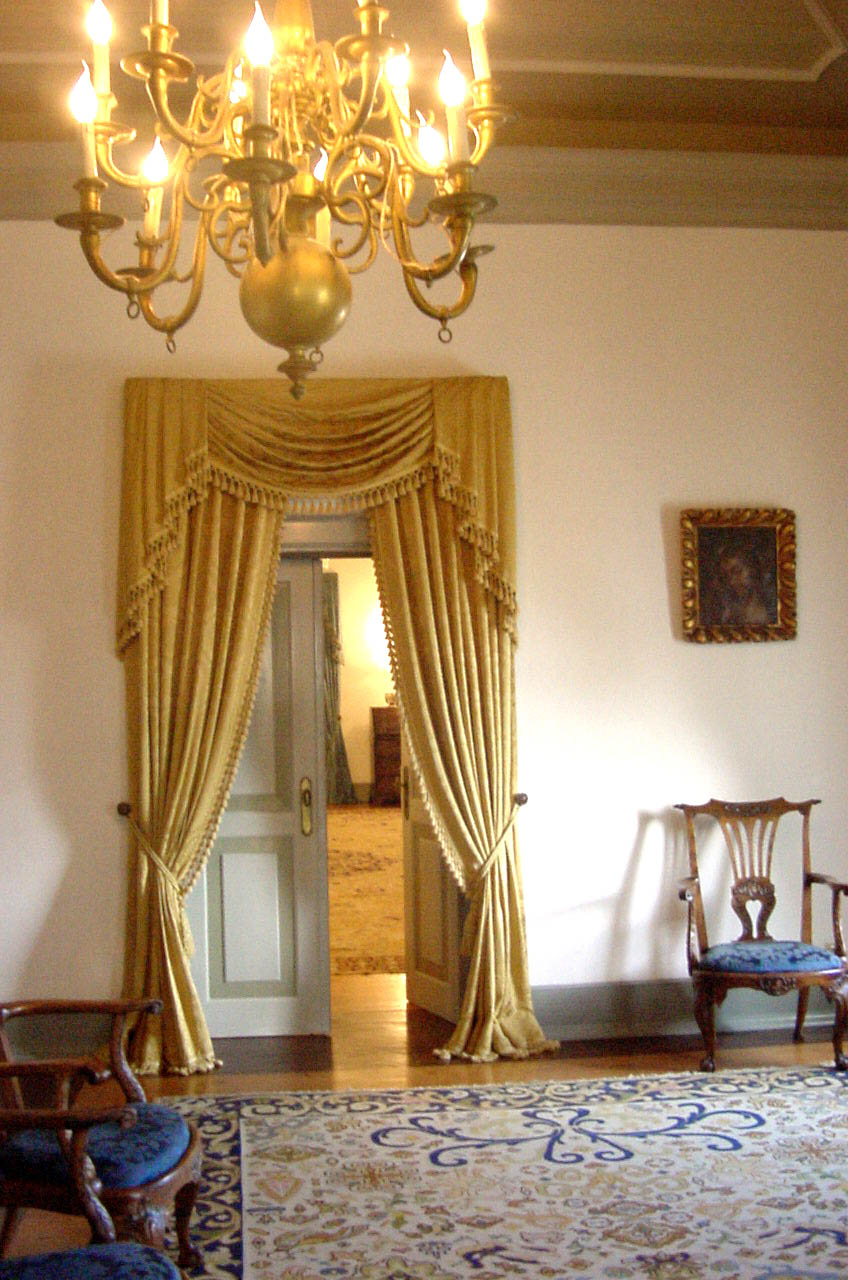
Solar da Madre de Deus, interior.
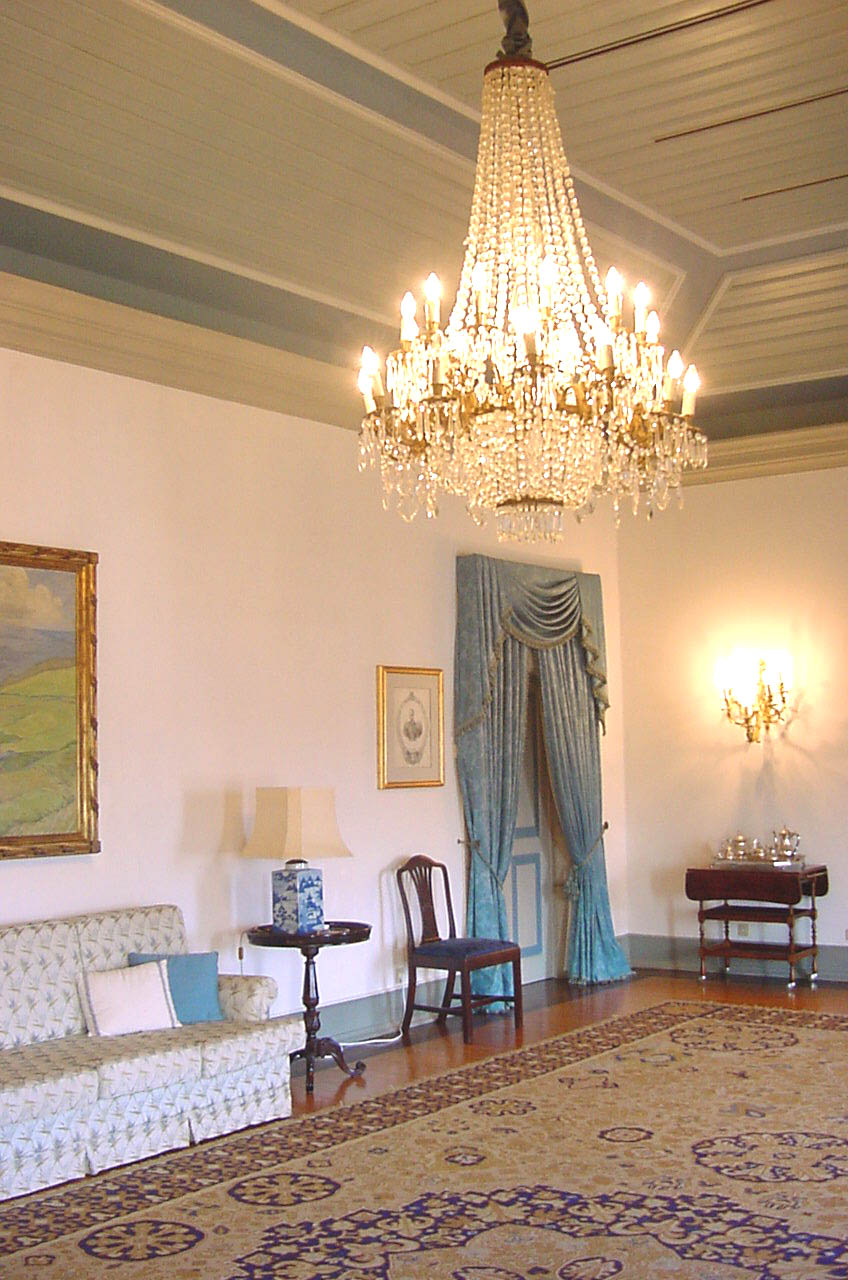
Solar da Madre de Deus, interior.
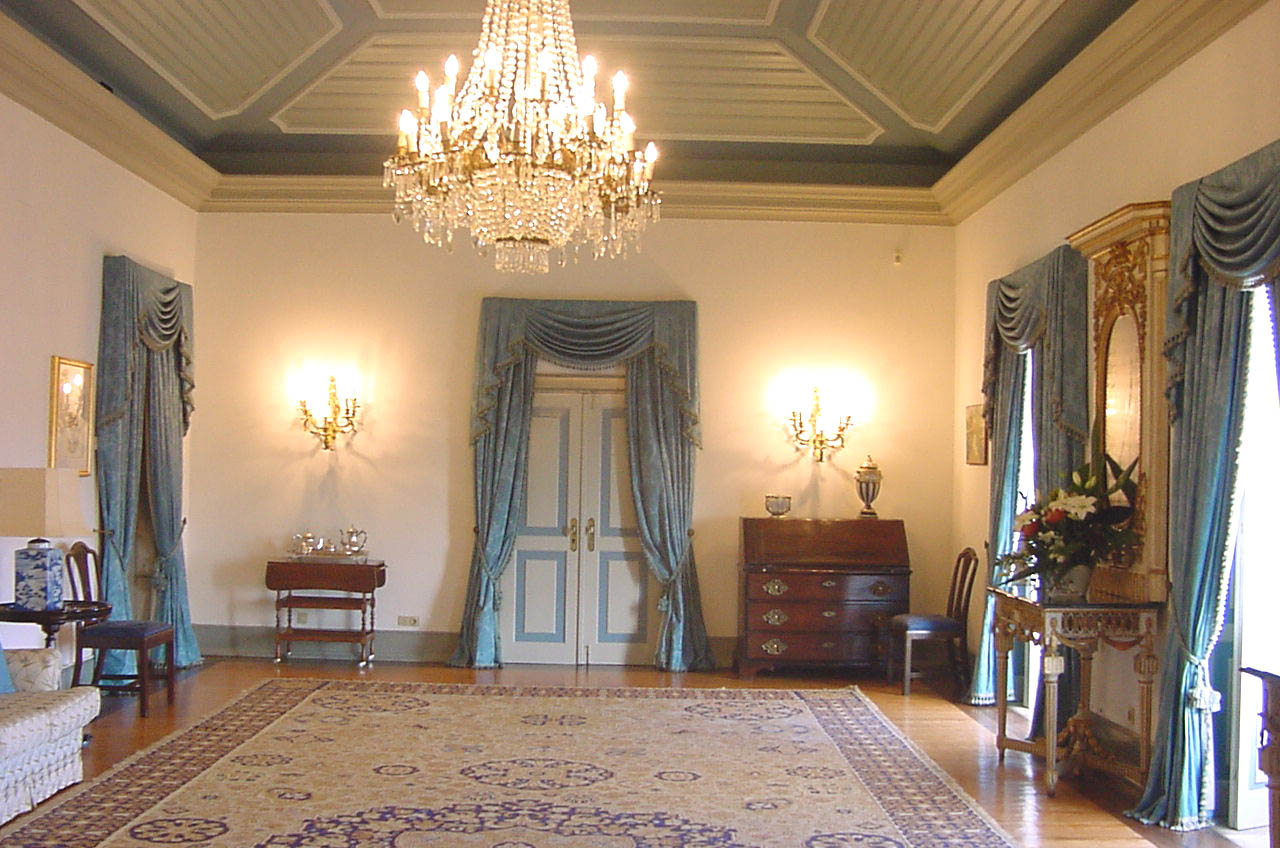
Solar da Madre de Deus, interior.
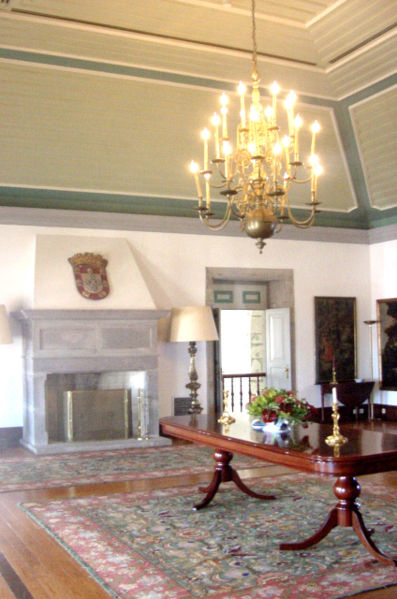
Solar da Madre de Deus, interior.